# Морнарички истражитељи: Хаваји (2. сезона)
Друга сезона амерички полицијско-процедуралне драме МЗИС: Хаваји је емитована од 19. септембра 2022. до 22. маја 2023. године на каналу ЦБС. Ове сезоне су произведене укупно 22 епизоде.
Сезона је премијерно приказала унакрсну епизоду са серијом Морнарички истражитељи. Троделна унакрсна епизода серијама Морнарички истражитељи и Морнарички истражитељи: Лос Анђелес одиграла се током сезоне у 10. епизоди.
За телевизијску сезону 2022–23, друга сезона серије је котирана на 16. месту са просеком од 7,53 милиона гледалаца.

## Опис
Главна постава из претходне сезоне се вратила и у ову сезону.

## Улоге
- Ванеса Лешеј као Џејн Тенант
- Алекс Тарант као Кај Холман
- Ноа Милс као Џеси Бун
- Јасмин Ал-Бустами као Луси Тара (епизоде 1−7, 13, 15−16, 19−22)
- Џејсон Антун као Ерни Малик
- Тори Андерсон као Кејт Вислер (eпизоде 1−11, 13, 15−22)
- Кајан Талан као Алекс Тенант (eпизоде 2, 4, 6, 8, 12, 14−16, 18)

## Епизоде
| Бр. у серији | Бр. у сезони | Назив                      | Редитељ             | Сценариста                  | Пpемијерно емитовање | Пpод. код | Бр. гледалаца у САД-у (милиони) |
| --- | ------------ | -------------------------- | ------------------- | --------------------------- | -------------------- | --------- | ------------------------------- |
| 23 | 1            | "Затвореникова дилема"     | Тим Ендру           | Јан Неш и Кристофер Силбер  | 19. септембар 2022.  | HAW201    | 5.31                            |
| Екипа округа Колумбија у трци за опасним злочинцем долази на Хаваје. Уједињени заједничким циљем, екипа посебне агенткиње Тенант заједно са агентима МЗИС-а Ником Торесом и Џесиком Најт лове "Гаврана" односно Хермана Максвела и сазнају о плановима за напад на вежбу ЗАПР-а (Земаља Азијско-пацифичког региона) на Оахуу, највеће светске међународне вежбе на мору. Обе екипе откривају сложену злочиначку мрежу, осујећујући и опсежан план великог напада и план личне освете. |              |                            |                     |                             |                      |           |                                 |
| 24 | 2            | "Слепе кривине"            | Јангзом Браунинг    | Мет Босак                   | 26. септембар 2022.  | HAW202    | 4.58                            |
| Када су посмртни остаци наредника војног пронађени на отпаду, екипа МЗИС-а истражује околности смрти и ускоро улази у свет уличних трка на црно у нади да ће пронаћи убицу док је Џејн забринута због понашања свог сина Алекса, а Вислерова оклева да упозна Луси са својим сарадницима. |              |                            |                     |                             |                      |           |                                 |
| 25 | 3            | "Украдена храброст"        | Тим Ендру           | Ејми Ратберг                | 3. октобар 2022.     | HAW203    | 4.91                            |
| Када је морнаричка официрка погинула у саобраћајној несрећи, екипа МЗИС-а истражује и открива да је дотична официрка жива и здрава, а да је жена која се представљала као она у ствари преваранткиња, а Вислерова се добровољно пријавила да оде на тајни задатак како би сазнала за један догађај, а тај потез ју је на крају довео у велику опасност. |              |                            |                     |                             |                      |           |                                 |
| 26 | 4            | "Исконски страх"           | Левар Бартон        | Рон Мекги                   | 10. октобар 2022.    | HAW204    | 4.57                            |
| Када је тело морнаричког морнара испливало на светом месту капу, екипа МЗИС-а поново се удружује са посебним агентом обалске страже Нилом Пајком како би пронашли могућег низног убицу који делује на острву и који буквално плаши своје жртве на смрт док Џејн упознаје нову девојку свог сина Алекса. |              |                            |                     |                             |                      |           |                                 |
| 27 | 5            | "Напрасна смрт"            | Тавниа Мекирнан     | Јалун Ту                    | 17. октобар 2022.    | HAW205    | 4.96                            |
| Током истраге о смрти морнара, екипа МЗИС-а се суочава са немилосрдним злочиначким удружењем. |              |                            |                     |                             |                      |           |                                 |
| 28 | 6            | "Промена плиме"            | Лајонел Колман      | Ноа Евслин                  | 24. октобар 2022.    | HAW206    | 5.01                            |
| Када је каплар војни умро пошто је био изложен фентанилу, екипа МЗИС-а се трка са временом како би пронашла и преузела друге лекове пре него што дође до још смртних случајева. |              |                            |                     |                             |                      |           |                                 |
| 29 | 7            | "Чин нестајања"            | Дајана К. Валентајн | Мајк Дијаз и Јан Неш        | 14. новембар 2022.   | HAW207    | 4.78                            |
| Када је млада жена нестала и оставила свог сина, екипа МЗИС-а креће да је тражи и открива да она није онаква каквом се чини. |              |                            |                     |                             |                      |           |                                 |
| 30 | 8            | "Подизање завесе"          | Кристин Мур         | Јакира Чамберс              | 21. новембар 2022.   | HAW208    | 4.82                            |
| Када је морнарички официр који је радио у позоришту заједнице убијен, екипа МЗИС-а регрутује савезника да им помогне у истрази која их доводи до немилосрдног међународног убице док Кај тражи од Вислерове помоћ у отварању истраге против једног од својих другова који је постао злочинац. |              |                            |                     |                             |                      |           |                                 |
| 31 | 9            | "Очајничке мере"           | Кевин Џ. Берланди   | Рон Мекги                   | 5. децембар 2022.    | HAW209    | 4.52                            |
| Екипа МЗИС-а трага за заповедницом Чејс пошто ју је отео војни ренџер за кога се сумња да је убио једног агента УСД-а, а екипа се трка са временом да је пронађе иако су суочени са непријатељским пријемом од стране колега убијеног агента УСД-а који верују да је дотични војни ренџер крив за извршење убиства. |              |                            |                     |                             |                      |           |                                 |
| 32 | 10           | "Велики лажњак"            | Џими Вајтмор        | Кристофер Силбер            | 9. јануар 2023.      | HAW210    | 7.36                            |
| Тенантову и специјалисту судске медицине Џимија Палмера заједно са агентом из Лос Анђелеса Семом Ханом отети су и затворени од стране жене која тврди да је агенткиња ЦИА-е који истражује Сајмона Вилијамса. У међувремену, главни агент из Вашингтона Паркер ради са филијалом са Хаваја да пронађе њихове нестале саиграче. Слично стање имају и са агенткињом ЦИА-е за коју се испоставља да је варалица. Екипа на крају открива да је Сајмон Вилијамс назив за рачунарски програм одговоран за податке вредне више година и да је свако ко је повезан са њим сада у озбиљној опасности. |              |                            |                     |                             |                      |           |                                 |
| 33 | 11           | "Излазак сунца"            | Кристофер Шру       | Меган Бахарах и Мет Босак   | 16. јануар 2023.     | HAW211    | 4.33                            |
| Екипа МЗИС-а истражује када је посебни агент МЗИС-а Нил Пајк упао у заседу док је радио на тајном задатку за месну јапанску злочиначку породицу и трка се са временом да пронађе његовог нападача док Кај копа дубље по животу свог друга из детињства А. Џ. Хејла који је сада постао злочинац. |              |                            |                     |                             |                      |           |                                 |
| 34 | 12           | "Дижи штитове"             | Норман Бакли        | Јан Неш и Ејми Ратберг      | 23. јануар 2023.     | HAW212    | 5.27                            |
| Екипа МЗИС-а истражује када је капетан војни који је такође био члан елитне јединице посебних снага убијен и убрзо открива могућег осумњиченог на необичном месту. |              |                            |                     |                             |                      |           |                                 |
| 35 | 13           | "Погрешно постављене мете" | Лари Тенг           | Јалун Ту                    | 6. фебруар 2023.     | HAW213    | 5.13                            |
| Пошто су избегли да одлете у ваздух заједно са лабораторијом мета, екипа МЗИС-а сазнаје да је Кај сада мета свог бившег друга из детињства А. Џ. Хејла који је постао злочинац и мора једном за свагда да уклони Хејла пре него што поново нападне док су на носачу ваздухоплова. Луси истражује свој први велики случај као агенткиња на броду. |              |                            |                     |                             |                      |           |                                 |
| 36 | 14           | "Тиха најезда"             | Ерик Фокс Хејс      | Мајк Дијаз                  | 13. фебруар 2023.    | HAW214    | 5.01                            |
| Екипа МЗИС-а истражује када су капетан и његова жена побијени, а смрти су сличне случају који су истраживали у прошлости, а бивши члан екипе је приведен како би се утврдило да ли су убиства била опонашање. |              |                            |                     |                             |                      |           |                                 |
| 37 | 15           | "Добри Самарићанин"        | Лари Тенг           | Ноа Евслин                  | 7. фебруар 2023.     | HAW215    | 5.12                            |
| Када је дезертер из морнарице престао да се крије, његова породица на крају постаје мета што доводи до тога да екипа МЗИС-а креће да их заштити док заједно са Чарлијем 1 истражују ко их прогони док се Луси раније враћа на Хаваје са свог положаја агенткиње на броду. |              |                            |                     |                             |                      |           |                                 |
| 38 | 16           | "Породичне везе"           | Кристин Мур         | Рон Мекги                   | 13. март 2023.       | HAW216    | 5.15                            |
| Становници морнарице који живе у комшилуку откривају да су им возила оскрнављена преко ноћи и док екипа МЗИС-а истражује злочин, они истражују мало вероватну особу која је одговорна док се Вислерова бори да изађе на крај са својим доушником који не сарађује, а Алекс одмерава своје могућности за факултет. |              |                            |                     |                             |                      |           |                                 |
| 39 | 17           | "Паре, душо"               | Лорен Јаконели      | Меган Бахарах               | 20. март 2023.       | HAW217    | 4.98                            |
| Џо Милијус се враћа на Хаваје да затражи од МЗИС-а да помогну у хапшењу опасне мете високе вредности уз помоћ необичне доушнице док се Џејн и Данијел боре да се изборе са чињеницом да је њихов син Алекс примљен на Поморску академију. |              |                            |                     |                             |                      |           |                                 |
| 40 | 18           | "Мрвице"                   | Левар Бартон        | Џен Неш                     | 10. април 2023.      | HAW218    | 5.02                            |
| Када се хеликоптер у којем су се налазили Џејн и осумњичени кога је саслушавала срушио, а два пилота погинула, Џејн се бори да преживи у непријатељском окружењу док користи своје вештине да спасе животе себе и других путника док њени сарадници очајнички почињу да је траже. |              |                            |                     |                             |                      |           |                                 |
| 41 | 19           | "Грозница"                 | Курт Џоунс          | Јакира Чемберс              | 1. мај 2023.         | HAW219    | 4.84                            |
| Када је космонаут који је учествовао у веома осетљивој симулацији Марса умро по тајанственим околностима, Ерни је послат у програм да истражи и открије истину о томе шта се догодило. |              |                            |                     |                             |                      |           |                                 |
| 42 | 20           | "Две треће смене"          | Тим Ендру           | Ејми Ратберг                | 8. мај 2023.         | HAW220    | 4.84                            |
| Екипа МЗИС-а тражи човека који је у чудном телефонском позиву Луси признао да је починио убиство. |              |                            |                     |                             |                      |           |                                 |
| 43 | 21           | "Истекао рок"              | Џејмс Вајтмор мл.   | Кристофер Силбер и Јалун Ту | 15. мај 2023.        | HAW221    | 4.95                            |
| Када је бивши агент МИ6 убијен, екипа МЗИС-а истражује, а када је Џејн схватила да су тајне њене прошлости разоткривене, улаже велике напоре да пронађе убицу. |              |                            |                     |                             |                      |           |                                 |
| 44 | 22           | "Дан гнева"                | Тим Ендру           | Мет Босак и Јан Неш         | 22. мај 2023.        | HAW222    | 5.10                            |
| Када се поново појавила фигура коју је Џејн упознала док је била службеница ЦИА-е, она и њене колеге траже помоћ да ухапсе убицу који прети да уништи све што је изградила, а Џејн која добија помоћ од Сема Хане из екипа ОСП-а из МЗИС-а из Лос Анђелеса. Са донетим тешким и жалосним одлукама, екипа МЗИС-а се суочава са великим променама које тек треба да сазнају. |              |                            |                     |                             |                      |           |                                 |

### Унакрсна епизода
Друга сезона је садржала још две унакрсне епизоде, прву са са серијом Морнарички истражитељи и другу са истом и серијом Морнарички истражитељи: Лос Анђелес.

## Производња

### Развој
Дана 31. марта 2022, ЦБС је обновио серију за другу сезону која је премијерно приказана 19. септембра 2022.